# قلمرو اونو

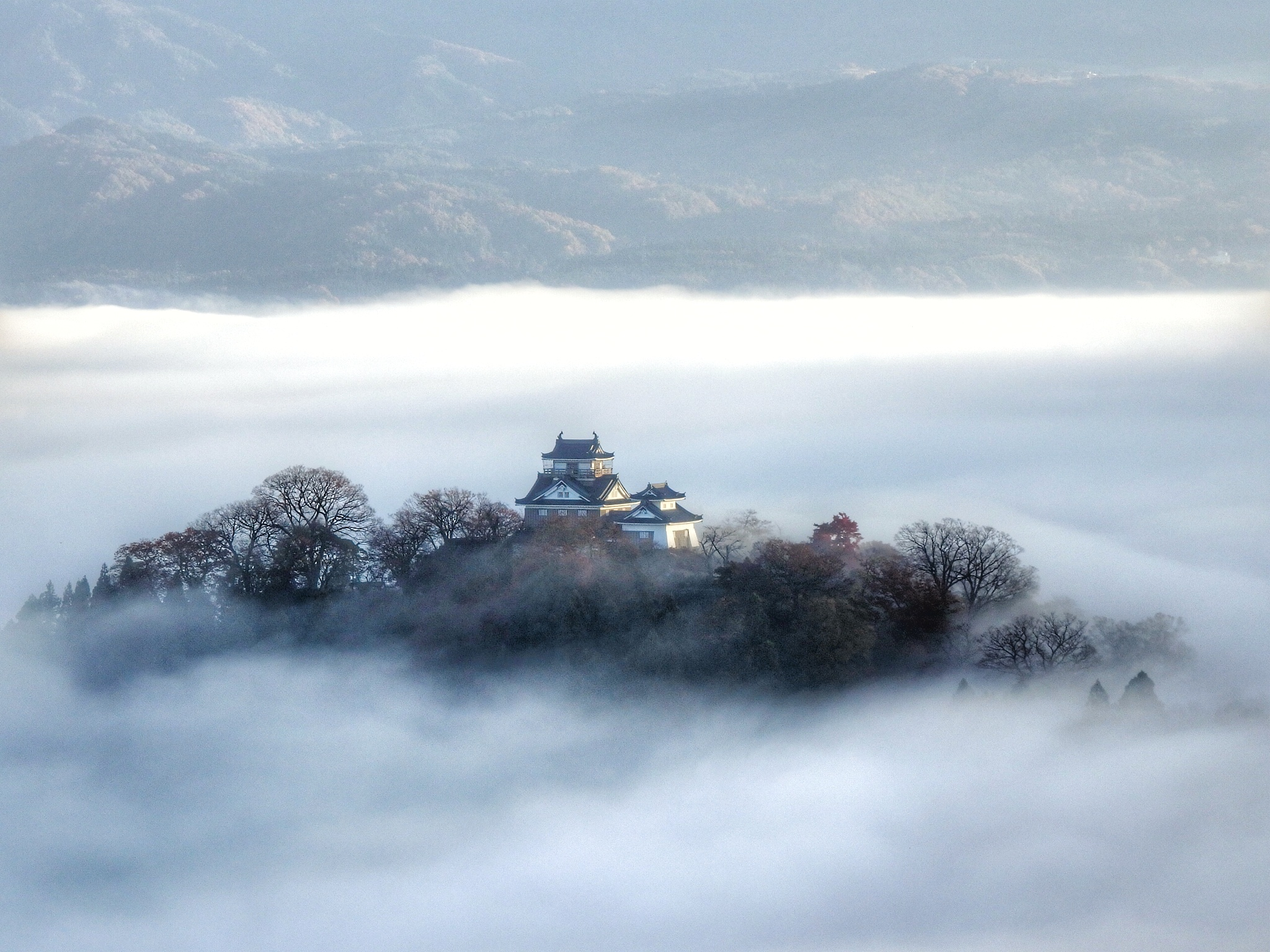
قلعه اونو

قلمرو اونو (به ژاپنی: 大野藩 Ōno han)، یک قلمرو فئودالی (هان (ژاپن)) تحت حکومت شوگون‌سالاری توکوگاوا دوره ادو  ژاپن بود. این قلمرو در قلعه اونو در ولایت اچیزن در جایی که اکنون مرکز شهر مدرن اونو، اونو، فوکوئی است، مستقر شد.